# Hồ Buntzen
Buntzen Lake là một cái hồ dài 4.8 kilometres (3 mi) nằm tại Anmore, British Columbia, Canada, thuộc Vùng Vancouver Lớn.